# Санто Андре (Сао Пауло)
Санто Андре е община в щата Сао Пауло, Югоизточна Бразилия. Санто Андре е с население от 667 891 (2007 г.) и площ от 175 кв. км. Намира се на 700 м н.в. Пощенският му код е 09000-000, а телефонния +55 11. Колонията, където в наши дни е общината получава статут на град през 1553 г. През 2002 г. общината става известна в Бразилия с това, че се извършва покушение над кмета ѝ. Общината разполага с футболен отбор и стадион. В Санто Андре е базиран и национален олимпийски боксов отбор.